# Пауль Янес
Пауль Янес (нім. Paul Janes, 11 березня 1912, Леверкузен — 12 червня 1987, Дюссельдорф) — німецький футболіст, що грав на позиції захисника за клуб «Фортуна» (Дюссельдорф), а також національну збірну Німеччини. По завершенні ігрової кар'єри — тренер.
Чемпіон Німеччини.

## Клубна кар'єра
У футболі дебютував 1930 року виступами за команду «Фортуна» (Дюссельдорф), кольори якої і захищав протягом усієї своєї кар'єри гравця, що тривала цілих двадцять два роки. За цей час виборов титул чемпіона Німеччини.

## Виступи за збірну
Дебютував у жовтні 1932 року у складі національної збірної Німеччини у товариськомуому матчі в Будапешті проти Угорщини (1-2). Протягом кар'єри у національній команді, яка тривала 10 років, провів у її формі 71 матч, забивши 7 голів.
У складі збірної був учасником двох мундіалей:
чемпіонату світу 1934 року в Італії, де зіграв з Бельгією (5-2) і в переможному матчі за третє місце з Австрією (3-2).
чемпіонату світу 1938 року у Франції, де зіграв в першому матчі проти Швейцарії (1-1) і в переграванні (2-4).

## Кар'єра тренера
Розпочав тренерську кар'єру, ще продовжуючи грати на полі, 1949 року, очоливши тренерський штаб клубу «Фортуна» (Дюссельдорф). Досвід тренерської роботи обмежився цим клубом.
Помер 12 червня 1987 року на 76-му році життя у місті Дюссельдорф.
«Фортуна» (Дюссельдорф) з 1930 по 1972 рік свої домашні ігри грала на стадіоні, який був перейменований в 1990 році на честь Пауля Янеса. З 2002 по 2005 рік Фортуна будувала ESPRIT-арену і регулярно проводила домашні ігри на стадіоні імені Пауля Янеса.

## Титули і досягнення
- Чемпіон Німеччини (1):

«Фортуна» (Дюссельдорф): 1933
- Бронзовий призер чемпіонату світу: 1934